# Acte royal sous l'Ancien Régime
Sous l'Ancien Régime en France, un acte royal est une décision législative, administrative ou judiciaire rendue par le roi, ou en son nom lorsque son autorité est déléguée à des officiers (lieutenants civils, magistrats, etc.). La diversité et la nature de ces actes ont varié au fur et à mesure que l'État grandissait et imposait sa suprématie sur les territoires du royaume.
Au fur et à mesure que la monarchie s'imposait face aux pouvoirs seigneuriaux, la Couronne a édicté un nombre croissant de règles de droit à l'aide de différents types d'actes. Ces actes étaient de nature législative, administrative et judiciaire et émanaient tous de l'autorité du roi de France (ou étaient promulgués en son nom).
Parmi ces actes, on distinguait principalement :
- Les lettres patentes : parfois divisées en édits, ordonnances et déclarations, selon une typologie qui ne se fixe que tardivement ;
- Les actes expédiés sans l'intervention de la Chancellerie : lettres closes, lettres missives, lettres de cachet, lettres de sceau plaqué et passeports, ordonnances sans adresse ni sceau et règlements, ordonnances et états de comptant, brevets, bons du roi ;
- Les arrêts du Conseil.

Contrairement à aujourd'hui, la distinction n'existait pas dans le droit d'Ancien Régime entre les lois et les règlements (le terme de loi n'a d'ailleurs jamais désigné textuellement un type d'actes en particulier). Cependant, durant les années qui précédèrent la Révolution, on distinguait une timide tentative de différenciation entre les actes dits de « règlement » et les actes législatifs purs. Mais il faudra attendre 1848 et la Deuxième République pour voir réellement cette distinction s'opérer.

## Bibliographie

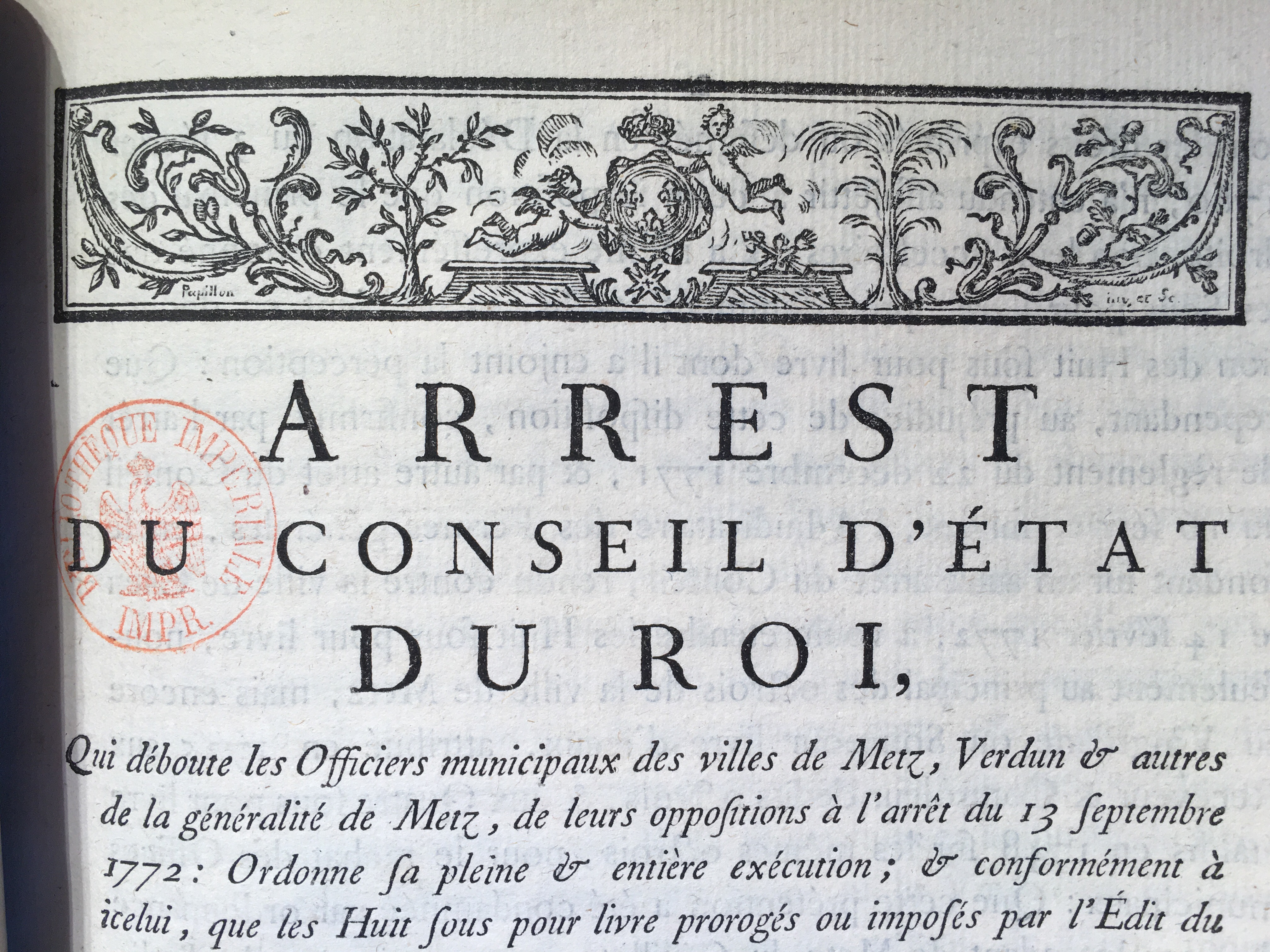
Exemple d’arrêt du Conseil d’État de Sa Majesté (1773).